# Radovan Lazor
Radovan Lazor (* 26. května 1971) je bývalý slovenský prvoligový fotbalista.

## Hráčská kariéra
Je odchovancem trebišovského fotbalu. V nejvyšší československé soutěži odehrál na podzim 1990 tři utkání v dresu Interu Bratislava, aniž by skóroval. Hrál také za Matador Púchov, Raču Bratislava, rakouský SV Müllendorf, Lednické Rovne, Jednotu Dulov (2005–2008) a na Moravě za TJ Sokol Valašská Bystřice (jaro 2008). Za Valašskou Bystřici odehrál v I. A třídě Zlínského kraje - sk. A celkem 8 utkání (720 minut), v nichž neskóroval a obdržel 3 žluté karty.

## Ligová bilance
| Ročník                                   | Zápasy | Góly | Minuty | Klub             |
| ---------------------------------------- | ------ | ---- | ------ | ---------------- |
| 1. československá fotbalová liga 1990/91 | 3      | 0    | –      | Inter Bratislava |
| CELKEM 1. ČS. LIGA                       | 3      | 0    | –      |                  |